# Skruvmejsel

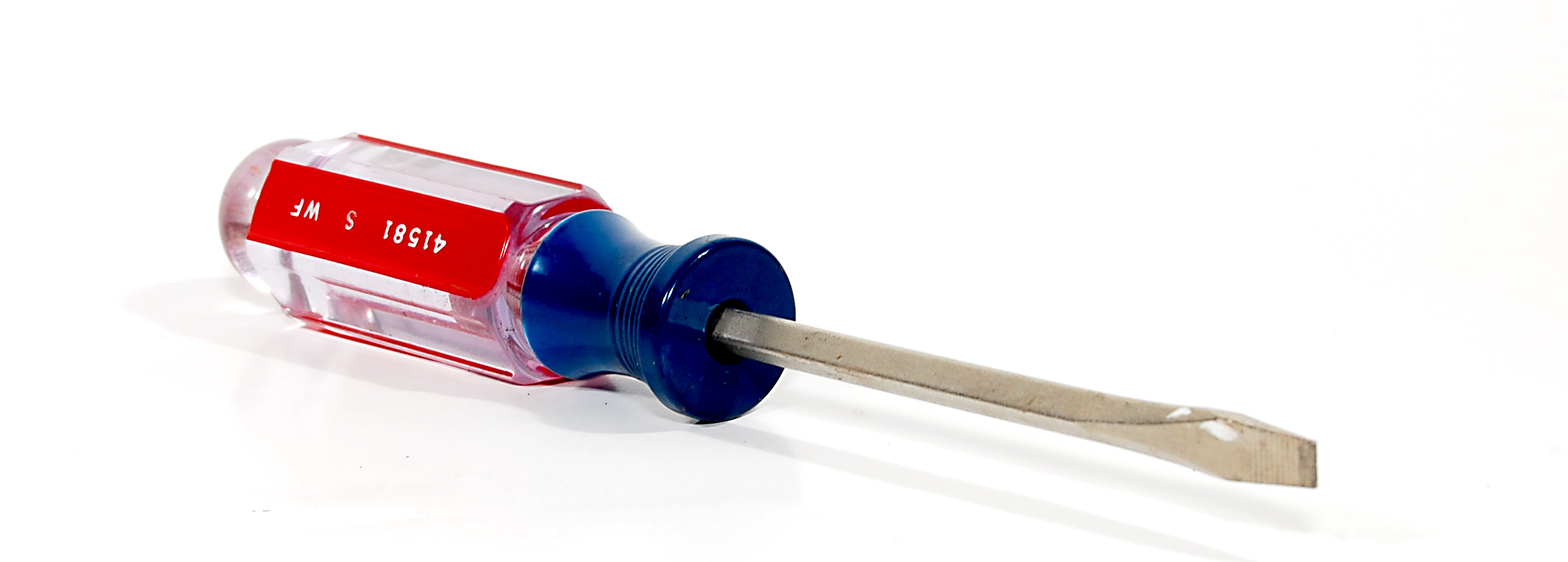
Skruvmejsel för spårskruvar.

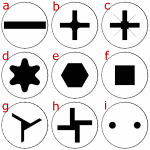
Skruvhuvuden för olika typer av skruvmejslar:
a) spår, b) phillips, c) pozidriv, d) torx, e) insex, f) fyrkant, g) tri-wing, h) torq-set, i) spanner (gaffel)

Skruvmejsel är ett handverktyg för dragning av skruv. De första kända skruvmejslarna kan spåras åtminstone till 1400-talet.
Ordet "skruvmejsel" finns belagt i svenska språket sedan 1744.

## Mejselspetsar
Skruvmejslar tillverkas med olika skruvskallar anpassade för olika skruvhuvuden, till exempel spårskruv, krysspår (phillipsskruven av Henry Phillips), pozidriv, supadrive, torx, insex med flera. Spårskruven är den äldsta typen, men den visade sig vara olämplig vid industriell tillämpning, varför den i stor utsträckning har ersatts av skruvar med krysspår och andra typer.
Skruvmejslar förekommer i många olika dimensioner för att motsvara storleken på skruvhuvudet. Det finns även skruvmejslar där spetsen är utbytbar för att möjliggöra dragning av olika typer av skruv. Dessa spetsar kallas bits.
Sällsynt förekommande finns ett krysspår som liknar phillipsspåret, men där spetsvinkeln är påtagligt vassare och hålet i passande skruv djupare. Om motsvarande mejsel används i en phillipsskruv slår den i botten på phillipsskruvens grundare hål, och man får inte ordentligt grepp om skruven. Både skruv och mejsel kan skadas vid sådan felaktig användning.

## Klingan
Delen mellan handtaget och huvudet kallas klinga. De flesta skruvmejslar tillverkas med flera olika längder på klingan. Särskilt långa klingor behövs när den aktuella skruven sitter långt inne i något hopskruvat föremål. Korta klingor krävs när "det är lågt i tak" i konstruktionen. Mejslar med extremt kort klinga brukar kallas stubbmejsel eller stubby, ett engelskt lånord med betydelsen undersätsig, "kort som en (träd)stubbe".
Rent praktiskt kan det av utrymmesskäl vara svårt att åstadkomma större vridmoment med en stubbymejsel. Man kan då sätta en kort mejselspets i ett spärrhandtag av samma typ som används för hylsnycklar, varvid det räcker med några få graders svängrum för att vrida skruven många varv. Med en enkel liten spak på spärrhandtaget kan man växla mellan vridning medurs och vridning moturs.
För riktigt trånga utrymmen finns mejslar där klingan är böjd i rät vinkel alldeles intill mejselspetsen. Om dessutom svängrummet är begränsat kanske skruven inte kan vridas mer än i stort sett ett kvarts varv. I fallet spårskruv kan man då behöva två typer av vinkelmejsel; en där spetsen är parallell med resten av klingan, och en andra typ med spetsen vinkelrätt däremot. Vanligen kombineras bägge typerna i en klinga utan handtag med en variant i vardera änden på klingan, som då brukar vara böjd i Z-form.
I fall med krysspår kan man med samma spets ta nytt tag med 90° skift med samma spets. Då är det vanligt att man har t.ex. phillips #2 (PH2) i ena änden och PH1 i andra änden av ett Z-böjt verktyg.
För måttliga vinkelavvikelser och måttliga vridningsmoment finns böjliga klingor. En vanlig konstruktion består av en kärna med en tätlindad helix i fjäderstål med skruvning åt ett visst håll. Tätlindat ovanpå kärnan en andra helix med skruvning åt det andra hållet samt en yttre linda av falsat stålband (liknar metallmantlad duschslang), som håller ihop det hela.

## Skruvdragare

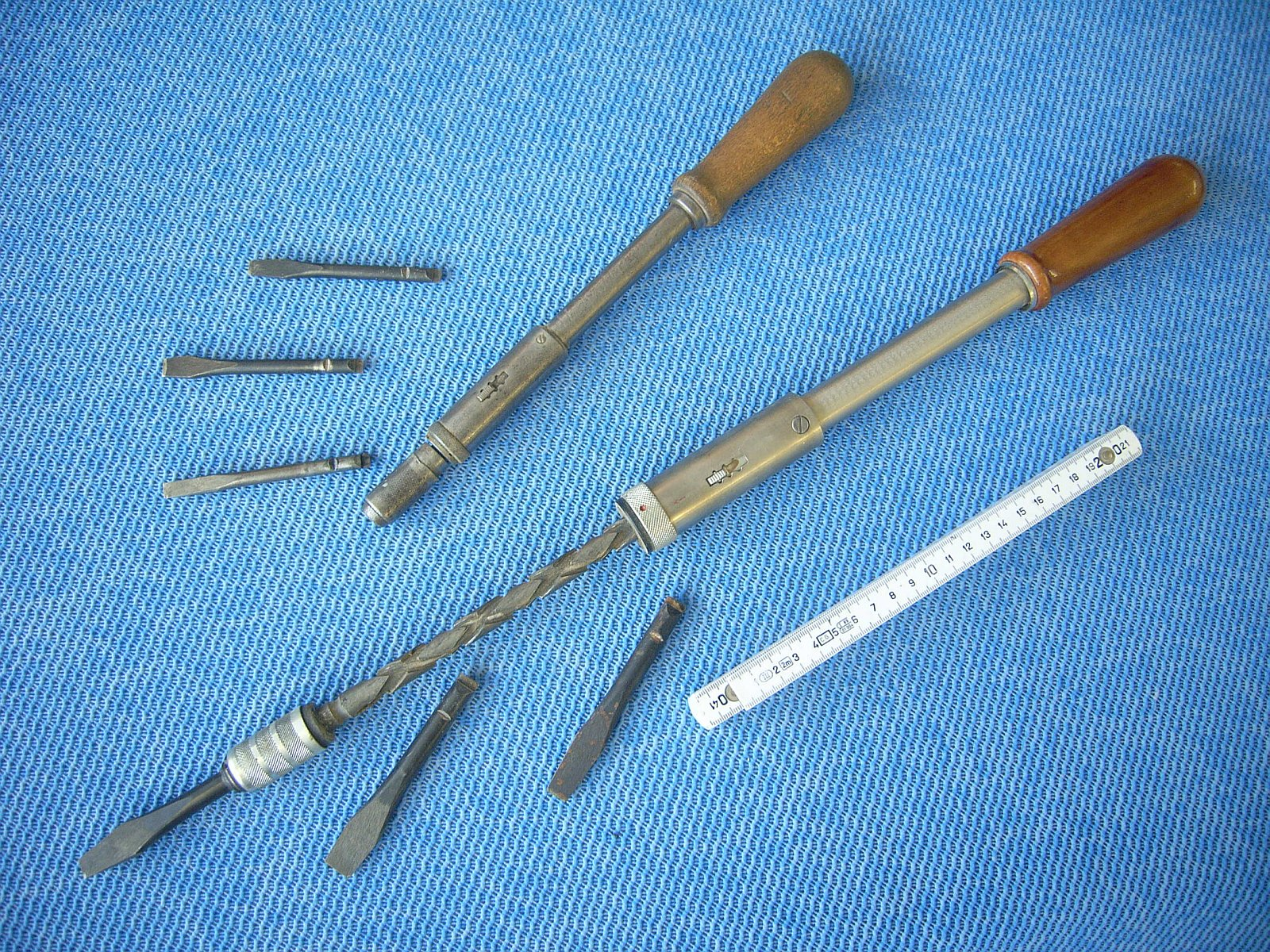
Tryckskruvmejslar samt dess olika utbytbara mejslar

Elektriskt och pneumatiskt drivna skruvmejslar kallas skruvdragare. De eldrivna skruvdragarna kan vara sladdlösa och drivs då av uppladdningsbara batterier.
En föregångare till skruvdragaren är tryckmejseln.
För losstagning av skruvar som sitter mycket hårt, kanske rostat fast, finns slagskruvmejseln, som bygger på samma princip som tryckmejseln.

## Skruvutdragare
En specialform av skruvmejsel är skruvutdragaren. Om skruvskallen blivit skadad kan det bli svårt att lossa skruven med en normal skruvmejsel. För att råda bot på detta kan man borra ett hål (mindre än skruvens tjocklek) i änden på skruven. I detta hål trycker man in en speciell skruvutdragare, som är konisk och vänstergängad. När man vrider skruvutdragaren moturs biter den sig fast i skruven allt hårdare ju mer man drar. Med lite tur kan man på så sätt få loss den skadade skruven. Skruvar med härdat stål kan vara problematiska, då det är nästan omöjligt borra det hål som krävs för skruvutdragaren.
Skruvutdragarna har inget eget handtag, men är utformade med en fyrkant i ytteränden, där man för vridning tar tag med en skiftnyckel eller passande U-nyckel. De tillverkas i flera dimensioner för att passa vid utdragning av olika grova skruvar, och levereras oftast i satser om 4 olika stora.

## Säkerhetsskruvar
Så kallade säkerhetsskruvar finns av flera slag:
- Skruvar som används vid skruvförband avsedda att öppnas enbart av fackfolk och inte obehörigt öppnas av allmänheten, kan ha en liten pinne i mitten av mejselspåret. En specialskruvmejsel för att montera eller demontera en sådan skruv måste därför vara försedd med ett hål i spetsen för att ge plats för pinnen i skruvspåret.
Mejselspetsar av detta speciella slag är dock allmänt tillgängliga utan några restriktioner, varför "säkerheten" mot obehörigt öppnande är tämligen fiktiv.

- En typ av säkerhetsskruv går att dra (medurs) med en vanlig spårskruvmejsel, men skruvskallens spår är så utformat att mejseln slirar ur vid moturs vridning. Ett skruvförband med en sådan skruv blir permanent, och något specialverktyg för att lossa sådana skruvar finns inte. Om skruvskallen dessutom är av härdat stål är det så gott som omöjligt att borra bort skallen. Föremål så ihopskruvade blir i princip oreparerbara, och blir de felaktiga måste de kasseras.

- En annan engångsskruv har själva mejselspåret utformat som en kort skruv som i sin tur är skruvad i änden på huvudskruven. Vid åtdragning medurs fungerar skruven som vilken normal skruv som helst, men vid försök att lossa förbandet genom dragning moturs, lossnar bara den del som bär mejselspåret. Kvar sitter huvudskruven med en skalle som bara har ett litet gängat hål i mitten och inga spår som kan ge fäste för en mejsel.

Systemen pozidriv och supadriv har små avvikelser sinsemellan. En supadrivmejsel kan därför till nöds användas på en pozidrivskruv. En pozidrivmejsel passar däremot dåligt på en supadrivskruv.

## Skärpning
Med tiden slits alla mejselspetsar och slirar därför gärna vid höga vridmoment. Den enkla spårmejseln kan lätt skärpas många gånger, och bör vårdas lika väl som skärande verktyg. De andra mejselspetsarna kan inte skärpas med enkla medel, och kan därför behöva kasseras när de blivit alltför slitna. Mer påkostade mejslar kan vara försedda med hårdmetallspets och håller då längre.